# Annie Foreman-Mackey
Annie Foreman-Mackey (Kingston, 26 de junio de 1991) es una deportista canadiense que compite en ciclismo en las modalidades de pista, especialista en la prueba de persecución individual, y ruta.
Ganó una medalla de bronce en el Campeonato Mundial de Ciclismo en Pista, en la prueba de persecución individual.

## Medallero internacional
| Campeonato Mundial | Campeonato Mundial    | Campeonato Mundial | Campeonato Mundial     |
| Año                | Lugar                 | Medalla            | Competición            |
| ------------------ | --------------------- | ------------------ | ---------------------- |
| 2016               | Londres (Reino Unido) | Medalla de bronce  | Persecución individual |

## Palmarés
2016
- Campeonato de Canadá en Ruta